# The Busker
The Busker ist eine maltesische Indie-Pop-Band. Sie vertraten Malta beim Eurovision Song Contest 2023 in Liverpool mit ihrem Lied Dance (Our Own Party).

## Geschichte
The Busker wurde im Oktober 2012 als Duo von dem Sänger und Gitarristen Dario Genovese und dem Schlagzeuger Jean Paul Borg gegründet. Zwei Jahre später kamen der Bassist und Keyboarder David Grech und der Saxophonist Sean Meachen dazu. 2021 verließ Genovese die Gruppe.
Zunächst trat die Band als Straßenmusiker in Malta und bei kleineren Konzerten in Großbritannien und Italien auf. Neben der Musik sind die Bandmitglieder auch alle anderweitig berufstätig.
Die Band nimmt ihre Inspiration aus der Musik der 60er Jahre, Vorbilder sind Paul McCartney und Johnny Cash. Zunächst veröffentlichte die Band ihre Musik auf YouTube, das erste Album, Telegram, erschien 2017, ein Jahr später folgte das zweite Album, Ladies and Gentlemen.
2023 nahm The Busker am maltesischen Vorentscheid für den Eurovision Song Contest, MESC 2023, teil. Diesen konnten sie im Finale am 11. Februar 2023 für sich entscheiden. The Busker durften so Malta beim Eurovision Song Contest 2023 mit ihrem Lied Dance (Our Own Party) vertreten. Nach ihrer Teilnahme im ersten Halbfinale am 9. Mai konnten sie sich jedoch nicht für das Finale qualifizieren.

## Diskografie

### Alben
- 2017: Telegram
- 2018: Ladies and Gentlemen

### EPs
- 2013: The Busker
- 2013: Greenwich Village
- 2014: EP3
- 2014: #FOUR
- 2021: X

### Singles
- 2016: It’s Alright (I’ve Got the Blues)
- 2017: Away with You (mit Alexandra Alden)
- 2018: Surfin’ Up
- 2018: Cadillac
- 2018: LWCTW
- 2018: Miles Away
- 2020: Just a Little Bit More (mit Matthew James)
- 2021: Don’t You Tell Me What to Feel (mit Raquela DG)
- 2021: Loose
- 2021: Nothing More
- 2022: Miracle
- 2023: Dance (Our Own Party)
- 2023: Thinking About You
- 2023: Bulletproof